# Kodros-Maler

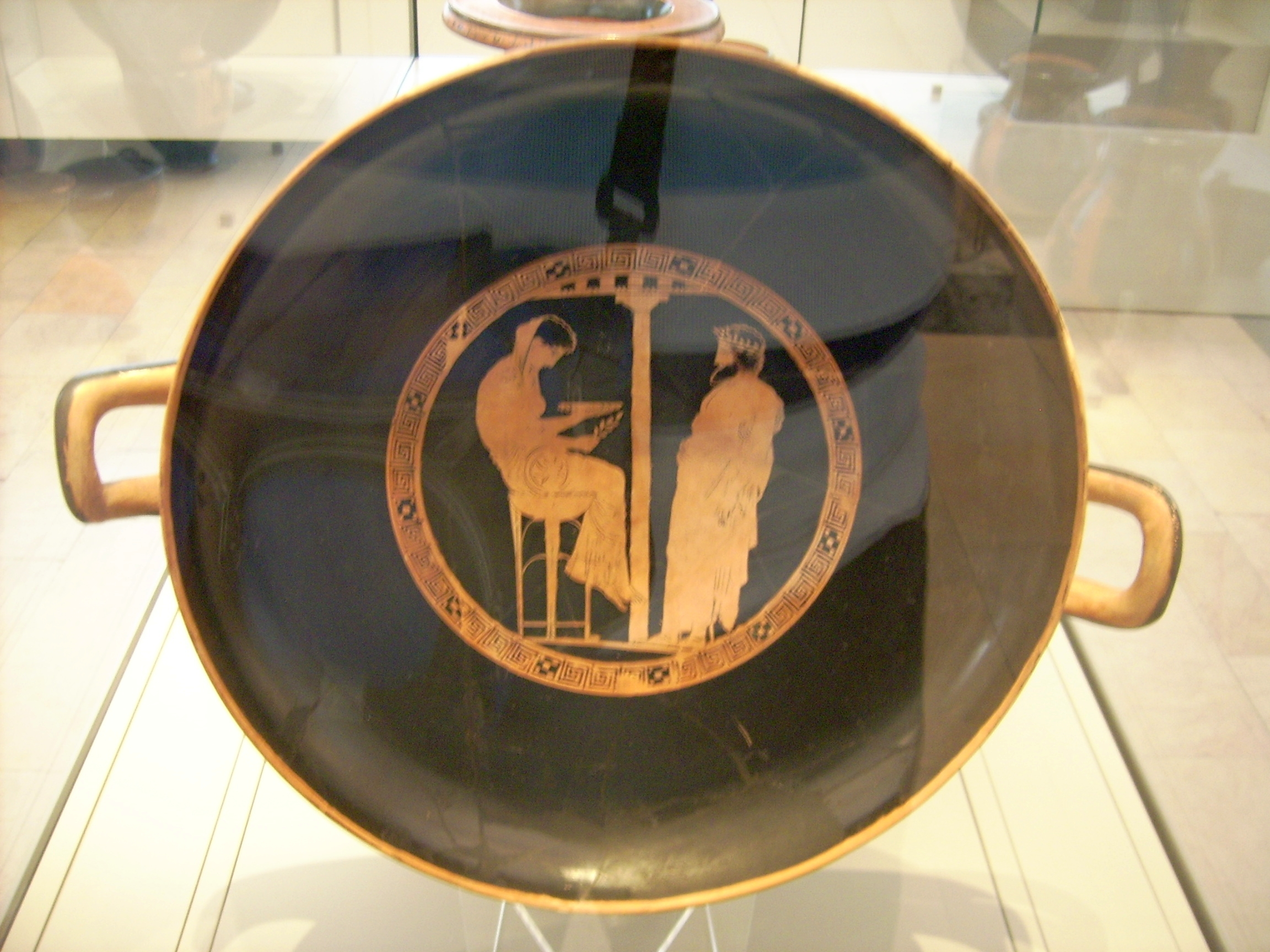
Aegeus befragt die Pythia, Kylix, 440–430 v. Chr., Antikensammlung Berlin

Der Kodros-Maler war ein attisch-rotfiguriger Vasenmaler, der im 3. Viertel des 5. Jahrhunderts v. Chr. wirkte.
Seinen Notnamen erhielt er von dem britischen Klassischen Archäologen John D. Beazley aufgrund einer Darstellung des mythischen attischen Königs Kodros auf einer von ihm bemalten Schale in Bologna, Museo Civico Archeologico, Inv. PU 273. Der Kodros-Maler bemalte hauptsächlich Trinkschalen, auf denen attische Heroen und Mythen, dionysische Szenen, Athleten, Jünglinge und Krieger zu sehen sind. Typisch für ihn ist sein Interesse am männlich athletischen Körper, den er sorgfältig zeichnete. Die Vasen scheinen vorwiegend für den Export nach Etrurien und Magna Graecia bestimmt gewesen zu sein, da dort der größte Teil der von ihm und seinem Kreis bemalten Gefäßen gefunden wurde.